# Grapher
Grapher是自10.4版以来与macOS捆绑在一起的计算机程序，能够从简单和复杂的方程创建2D和3D图形，提供的範例包括微分方程、3D渲染的环形线圈、洛倫茨吸子等。用戶可以通过更改线条颜色、向渲染表面添加图案、添加注释，或是更改字体和样式来编辑图形的外观。Grapher能够通过更改常量或在空间中旋转圖形来创建动画。